# Барнатт, Люк
Люк Ба́рнатт (англ. Luke Barnatt; род. 13 апреля 1988, Лондон) — английский боец смешанного стиля, представитель средней и полутяжёлой весовых категорий. Выступает на профессиональном уровне начиная с 2011 года, известен по участию в турнирах таких бойцовских организаций как UFC, ACB, BAMMA, владел титулом чемпиона Venator FC. Участник 17 сезона бойцовского реалити-шоу The Ultimate Fighter.

## Биография
Люк Барнатт родился 13 апреля 1988 года в Лондоне, проживал в Ислингтоне и Челмсфорде, в возрасте семнадцати лет переехал в Питерборо. В юности увлекался многими видами спорта, играл в баскетбол, крикет, занимался лёгкой атлетикой. В пятнадцать лет начал осваивать тхэквондо, но дошёл только до жёлтого пояса и быстро бросил. Практиковал бразильское джиу-джитсу, получив в этой дисциплине пурпурный пояс. В какой-то момент с подачи бойца Джека Мейсона познакомился со смешанными единоборствами и стал ходить тренироваться в зал Tsunami Shooters MMA.

### Начало профессиональной карьеры
Дебютировал в смешанных единоборствах на профессиональном уровне в сентябре 2011 года, выиграв у своего соперника техническим нокаутом во втором раунде. Дрался в различных небольших английских промоушенах, таких как Cage Fighters Championship, UCMMA, BAMMA и Ultimate Warrior Challenge — из всех поединков неизменно выходил победителем.

### The Ultimate Fighter
Имея в послужном списке пять побед и ни одного поражения, в 2013 году Барнатт попал в число участников семнадцатого сезона популярного бойцовского реалити-шоу The Ultimate Fighter. В отборочном поединке единогласным решением судей победил Николаса Коринга и под первым общим номером был выбран в команду тренера Чейла Соннена.
На предварительном этапе шоу отправил в нокаут первого соперника по турнирной сетке, однако на стадии четвертьфиналов встретился с новозеландцем Диланом Эндрюсом и проиграл ему техническим нокаутом в третьем раунде.

### Ultimate Fighting Championship
По итогам TUF Барнатт перешёл в крупнейшую бойцовскую организацию мира Ultimate Fighting Championship и успешно дебютировал здесь, взяв верх над коллегой по реалити-шоу Коллином Хартом. Позже вышел в октагон против Эндрю Крейга и с помощью удушающего приёма сзади во втором раунде заставил его сдаться, заработав бонус за лучший приём вечера.
В 2014 году благодаря своей ударной технике досрочно выиграл у шведского грэпплера Матса Нильссона, но затем последовали три поражения подряд — по очкам Барнатт уступил Шону Стрикленду, Роджеру Нарваэсу и Марку Муньосу. На этой череде неудач его сотрудничество с организацией подошло к концу.

### Другие организации
Покинув UFC, Люк Барнатт продолжил выступать в менее престижных организациях. Так, в 2015 году он завоевал титул чемпиона итальянского промоушена Venator FC в среднем весе, который впоследствии успешно защитил. Также успешно выступил на домашнем турнире British Challenge MMA и на турнире Real Xtreme Fighting в Румынии.
Начиная с 2017 года дерётся в крупной российской организации Absolute Championship Berkut, встречался здесь с такими известными бойцами как Мамед Халидов и Скотт Аскем, но обоим проиграл.

## Статистика в профессиональном ММА
| Боёв 22  | Побед 15 | Поражений 7 |
| -------- | -------- | ----------- |
| Нокаутом | 9        | 2           |
| Сдачей   | 4        | 0           |
| Решением | 2        | 5           |

| Результат | Рекорд | Соперник          | Способ                 | Турнир                                                  | Дата             | Раунд | Время | Место                 | Примечание                                 |
| --------- | ------ | ----------------- | ---------------------- | ------------------------------------------------------- | ---------------- | ----- | ----- | --------------------- | ------------------------------------------ |
| Победа    | 15-7   | Кароль Целиньский | KO (удар рукой)        | ACA 96                                                  | 8 июня 2019      | 1     | 1:29  | Лодзь, Польша         |                                            |
| Поражение | 14-7   | Хорхе Гонсалес    | KO (удары руками)      | ACA 92                                                  | 16 февраля 2019  | 1     | 3:05  | Варшава, Польша       |                                            |
| Поражение | 14-6   | Кароль Целиньский | Решение большинства    | ACB 88                                                  | 16 июня 2018     | 3     | 5:00  | Брисбен, Австралия    |                                            |
| Победа    | 14-5   | Максим Футин      | TKO (удары)            | ACB 81                                                  | 23 февраля 2018  | 2     | 3:27  | Дубай, ОАЭ            | Бой в полутяжёлом весе.                    |
| Поражение | 13-5   | Скотт Аскем       | Раздельное решение     | ACB 70                                                  | 23 сентября 2017 | 3     | 5:00  | Шеффилд, Англия       | Бой вечера.                                |
| Победа    | 13-4   | Макс Нуньес       | KO (удар рукой)        | ACB 63                                                  | 1 июля 2017      | 1     | 4:08  | Гданьск, Польша       | Бой в полутяжёлом весе.                    |
| Поражение | 12-4   | Мамед Халидов     | KO (удары руками)      | ACB 54                                                  | 11 марта 2017    | 1     | 0:21  | Манчестер, Англия     |                                            |
| Победа    | 12-3   | Кристиан Митриа   | KO (ногой в голову)    | Real Xtreme Fighting 25: MMA Allstars 3                 | 19 декабря 2016  | 1     | 3:00  | Плоешти, Румыния      | Бой в полутяжёлом весе.                    |
| Победа    | 11-3   | Штефан Кройтору   | TKO (удары)            | Venator FC 3                                            | 21 мая 2016      | 2     | 2:32  | Милан, Италия         | Защитил титул чемпиона VFC в среднем весе. |
| Победа    | 10-3   | Шарлис Андради    | KO (удар рукой)        | British Challenge MMA 14                                | 20 февраля 2016  | 3     | 0:11  | Колчестер, Англия     |                                            |
| Победа    | 9-3    | Маттиа Шиаволин   | Сдача (удушение сзади) | Venator FC 2                                            | 12 декабря 2015  | 4     | 1:46  | Римини, Италия        | Выиграл титул чемпиона VFC в среднем весе. |
| Поражение | 8-3    | Марк Муньос       | Единогласное решение   | UFC Fight Night: Edgar vs. Faber                        | 16 мая 2015      | 3     | 5:00  | Пасай, Филиппины      |                                            |
| Поражение | 8-2    | Роджер Нарваэс    | Раздельное решение     | UFC Fight Night: Edgar vs. Swanson                      | 22 ноября 2014   | 3     | 5:00  | Остин, США            |                                            |
| Поражение | 8-1    | Шон Стрикленд     | Раздельное решение     | UFC Fight Night: Munoz vs. Mousasi                      | 31 мая 2014      | 3     | 5:00  | Берлин, Германия      |                                            |
| Победа    | 8-0    | Матс Нильссон     | TKO (удары)            | UFC Fight Night: Gustafsson vs. Manuwa                  | 8 марта 2014     | 1     | 4:24  | Лондон, Англия        |                                            |
| Победа    | 7-0    | Эндрю Крейг       | Сдача (удушение сзади) | UFC Fight Night: Machida vs. Munoz                      | 26 октября 2013  | 2     | 2:12  | Манчестер, Англия     | Бой вечера.                                |
| Победа    | 6-0    | Коллин Харт       | Единогласное решение   | The Ultimate Fighter: Team Jones vs. Team Sonnen Finale | 13 апреля 2013   | 3     | 5:00  | Лас-Вегас, США        |                                            |
| Победа    | 5-0    | Маттео Пиран      | TKO (удары руками)     | Ultimate Warrior Challenge 20                           | 1 сентября 2012  | 1     | 4:17  | Саутенд-он-Си, Англия |                                            |
| Победа    | 4-0    | Крис Харман       | Сдача (удушение сзади) | UCMMA 28                                                | 26 мая 2012      | 1     | 3:43  | Лондон, Англия        |                                            |
| Победа    | 3-0    | Ли Джонсон        | Сдача (удушение сзади) | BAMMA 9                                                 | 24 марта 2012    | 1     | 2:36  | Бирмингем, Англия     |                                            |
| Победа    | 2-0    | Бен Коллум        | Единогласное решение   | UCMMA 26                                                | 4 февраля 2012   | 3     | 5:00  | Лондон, Англия        |                                            |
| Победа    | 1-0    | Крис Крейг        | TKO (удары руками)     | Cage Fighters Championship                              | 24 сентября 2011 | 2     | 2:11  | Брентвуд, Англия      |                                            |